# Stolonella
Stolonella is een monotypisch geslacht van mosdiertjes uit de  familie van de Beaniidae en de orde Cheilostomatida

## Soort
- Stolonella clausa Hincks, 1883